# Naivasha
Naivasha est une ville de l'ancienne province de la vallée du Rift et le chef-lieu du district de Naivasha dans le comté de Nakuru au Kenya. Elle est située sur la rive est du lac Naivasha, à 2 085 mètres d'altitude à quelques dizaines de kilomètres au sud de l'équateur et au nord-ouest de Nairobi, sur l'autoroute qui la relie à Nakuru et sur la voie ferrée Uganda Railway.
L'activité principale est l'agriculture, principalement la floriculture, mais elle est aussi une destination touristique importante avec plusieurs parcs nationaux à proximité et une faune sauvage importante.
Des accords de paix se sont tenus dans la ville pour mettre fin à la Seconde Guerre civile soudanaise, connus sous le nom d'accord de Naivasha.